# 晏廷爱
晏廷爱（1942年9月18日—），云南宣威人，中华人民共和国政治人物、外交官，1965年7月加入中国共产党。

## 生平
晏廷爱毕业于北京大学东方语言文学系泰语专业。1965年，毕业分配至国务院外事办公室泰马菲组任科员，负责泰国事务。1969年10月，到宁夏平罗县五七干校劳动锻炼。1970年10月，任驻丰沙里总领事馆翻译。1974年8月，任外交部亚洲司三处科员，分管老挝事务。1980年10月，任驻泰国大使馆三秘，后升任二秘。1984年10月，任外交部亚洲司三处二秘，分管泰国事务。1986年8月，任驻泰国大使馆一秘兼研究室主任。1990年6月，任外交部亚洲司综合处处长。1993年6月，任驻泰国大使馆政务参赞。1995年10月，任外交部亚洲司副司长，主管东南亚事务。1997年5月，出任中华人民共和国驻柬埔寨大使。2001年2月，出任中华人民共和国驻泰国大使。2004年5月，自驻泰国大使离任。9月，正式退休。

## 荣誉

### 外国勋章奖章
- 一等白象勋章（泰国，2004年5月21日颁发[2]）

## 家庭
妻子张湘文，两人育有一女。